# Колычево (Кемеровская область)
Колычево — деревня в Промышленновском районе Кемеровской области. Входит в состав Плотниковского сельского поселения.

## География
Центральная часть населённого пункта расположена на высоте 172 метров над уровнем моря.

## Население
По данным Всероссийской переписи населения 2010 года, в деревне Колычево проживает 919 человек (457 мужчин, 462 женщины).